# Trichomanes
Trichomanes es un gran género de helechos perteneciente a la familia  Hymenophyllaceae. Algunos botánicos la emplazan en su propia familia, Trichomanaceae.  
Todos los helechos en el clado son hymenophyllos, con tejido de las hojas formado, generalmente, por 2 células de grosor. Esta delgadez en general requiere un hábitat permanente húmedo, y hace que las hojas sean un poco translúcidas.
Al menos una especie ahora se sabe que existe únicamente en su fase gametofítica. Trichomanes intricatum no tiene esporófitos conocidos y es nativa del este de América del Norte.

## Especies
- Trichomanes angustatum Carmich.
- Trichomanes boschianum Sturm -- Appalachian bristle fern
- Trichomanes intricatum Farrar -- weft fern
- Trichomanes melanopus, Baker
- Trichomanes paucisorum R.C.Moran & B.Øllg.
- Trichomanes reniforme G.Forst
- Trichomanes javanicum
- Trichomanes tenuissimum Bosch
- Trichomanes speciosum Willd.

(Northridge, 2007)